# Arjan Hut
Arjan Hut (* 19. Januar 1976 in Drachten, Pseudonym: Goaitsen Andringa) ist ein friesischer Dichter und Autor. Er schreibt vor allem in westfriesischer Sprache, und gelegentlich auch auf Niederländisch. In den Jahren 2005/2006 war Hut Stadtdichter der Stadt Leeuwarden.

## Buchveröffentlichungen von Arjan Hut
- 2004 – Nachtswimmers (Nachtschwimmer)
- 2006 – Doar-boek ('Doar'-Buch. Red., mit Elizabeth Hietkamp)
- 2006 – Poëtisch Leeuwarden (poetisches Leeuwarden. Red.)
- 2007 – 0506
- 2007 – Toe no (Ah bitte! Red., mit Elizabeth Hietkamp)
- 2008 – Onferjitlik Lok
- 2009 – Goeie (mit Elizabeth Hietkamp)
- 2010 – Tin
- 2016 – Aurora Bossa Nova
- 2018 – Ik hâld fan it lûd fan in trein yn de fierte (Citybuch)
- 2020 – Fjoertoer yn it wâld

## Preise und Auszeichnungen
- 2005 – Steven Sterkprijs für den Liedtext 'Mata Hari'
- 2006 – vor dem Rathaus in Leeuwarden wird ein Gedenkstein mit Huts Gedicht 'Pace et Justitia' enthüllt.

| Personendaten    | Personendaten                  |
| ---------------- | ------------------------------ |
| NAME             | Hut, Arjan                     |
| ALTERNATIVNAMEN  | Andringa, Goaitsen (Pseudonym) |
| KURZBESCHREIBUNG | friesischer Dichter und Autor  |
| GEBURTSDATUM     | 19. Januar 1976                |
| GEBURTSORT       | Drachten                       |